# Blauwkoproodstaart
De blauwkoproodstaart (Phoenicurus coeruleocephala) is een zangvogel uit de familie Muscicapidae.

## Verspreiding en leefgebied
Deze soort komt voor van oostelijk Afghanistan tot de centrale Himalaya.